# 阿孝夫人
阿孝夫人（?—?），又作阿尼夫人、阿老夫人，朝鮮三國時代新羅第二代君主南解次次雄和雲帝夫人的女儿，新羅第四代君主脫解尼師今的夫人。
新羅宗廟之制，南解王三年（6年）春，始立始祖赫居世廟，四時祭祀，以親妹阿老主祭。南解王五年（8年），听说昔脫解賢德，把女儿阿孝嫁给了他。南解王七年（10年），脫解輔政，委以政事。南解王二十一年（24年），南解王死后，阿孝夫人的哥哥儒理尼師今即位。儒理王三十四年（57年），儒理將死时，说：“先王顧命：‘吾死後，無論子壻，以年長賢德之人繼位。’所以寡人先繼位，现在应该傳位给脫解。”脫解王九年（65年），脫解王和阿孝夫人收养金閼智为义子。

## 家庭
- 曾祖母：娑蘇夫人
- 祖父：赫居世居西干
- 祖母：閼英夫人
- 父亲：南解次次雄
- 母亲：雲帝夫人
  - 兄长：儒理尼師今
  - 兄弟：朴桓
  - 兄弟：奈老葛文王
  - 夫：脫解尼師今
    - 儿子：昔仇光（康造）
    - 儿子：昔仇鄒
    - 养子：金閼智